# Satyrichthys moluccensis
Satyrichthys moluccensis is een  straalvinnige vissensoort uit de familie van pantserponen (Peristediidae). De wetenschappelijke naam van de soort is voor het eerst geldig gepubliceerd in 1851 door Bleeker als Peristedion moluccense.